# The Element of Freedom
The Element of Freedom è il quarto album in studio della cantautrice statunitense Alicia Keys, pubblicato a livello mondiale nel 2009.
L'album segna un punto di svolta nella carriera artistica della cantante, presentando influenze musicali più vaste e una vicinanza al pop più marcata rispetto ai precedenti lavori della Keys, incentrati principalmente su una forte base soul e R&B.
Pubblicato in America il 15 dicembre 2009, è diventato il primo album della cantante a non debuttare al primo posto della Billboard 200, pur con vendite nella prima settimana di circa 417 000 copie, ma il primo a raggiungere la prima posizione in Gran Bretagna, dove ha prodotto tre singoli in top10 consecutivamente.

## Descrizione
L'album è stato concepito molto velocemente rispetto al suo predecessore As I Am. Secondo Alicia, l'album è stato concepito in un periodo di profonda depressione, già manifestatosi durante la realizzazione di As I Am. Alicia ha detto in merito di voler «trovare un modo per essere me stessa fino in fondo e ciò che questo comporta; capire quali scelte volevo fare o non fare così da onorare veramente me stessa». Keys ha ammesso che inizialmente «non sapeva cosa fare» ma «sapeva di doverlo fare». Dopo una estenuante ricerca, ha dichiarato di «aver finalmente trovato la chiave, cioè di permettere a se stessi di essere liberi». Parlando del bisogno espresso nell'album di superare la depressione ha dichiarato: «Ho raggiunto una libertà maggiore. Prima, pensavo di poter mostrare solo la parte forte di me. Ora c'è un misto di forza e fragilità. Un nuovo sound, una nuova sensazione. Rispecchia molto chi sono in questo momento». Ancora, riguardo al concept dell'album ha detto: «Il modo in cui le canzoni si sviluppano vi porteranno ad un'altezza naturale. Voglio solo che proviate un senso di libertà, voglio farvi sentire fuori dal coro, ispirati. Sarete decisamente catturati in un viaggio, so che sarete sorpresi, poiché sentirete cose che forse non vi aspettavate potessi produrre. È un viaggio».

## Singoli
Il primo singolo estratto dall'album, Doesn't Mean Anything, è stato pubblicato nel settembre 2009. Nel mercato americano non ha ottenuto il successo sperato, raggiungendo la posizione 60 della Billboard Hot 100 e diventando il singolo di apertura di minor successo per la Keys in tutta la sua carriera.
Nonostante ciò, ha ricevuto consensi maggiori in Europa, diventando la settima canzone in top 10 per la Keys nella Official Singles Chart e entrando in diverse top 10.
Il secondo singolo, Try Sleeping with a Broken Heart, ha riscosso successo in America, diventando la tredicesima top 10 per Alicia nella Hot R&B/Hip-Hop Songs e entrando in top 30 nella classifica generale.
La pubblicazione in Gran Bretagna è avvenuta nel mese di maggio, nonostante la canzone fosse già presente nella top 100 della Official Singles Chart a causa di forte download digitale. A seguito della pubblicazione, è entrata rapidamente in top 10, causando un aumento nelle vendite dell'album e riportandolo nella top3 della classifica britannica dopo sei mesi dalla pubblicazione.
In Gran Bretagna, Empire State of Mind (Part II) Broken Down, la versione della Keys di Empire State of Mind, ha ottenuto immediato successo, entrando dopo poche settimane in top 10 e passandoci otto settimane consecutive. Avendo raggiunto la quarta posizione, si tratta del maggior piazzamento per Alicia dai tempi di Fallin'.
Il terzo singolo per il mercato americano, Un-Thinkable (I'm Ready), è stato pubblicato nel mese di maggio ed è diventato l'ottavo numero 1 nella classifica R&B per la cantante, entrando anche nella top 40 della Billboard Hot 100. A seguito della nascita del primo figlio Egypt Daoud Dean, il 16 ottobre 2010, la Keys ha rivelato che il suo prossimo singolo sarebbe stato Wait Til You See My Smile e sarebbe stato pubblicato il 28 novembre 2010 nel Regno Unito. Questo singolo è stato poi rinviato al 13 dicembre 2010. Per promuovere il singolo Wait Til You See My Smile è stato indetto un concorso al quale potranno partecipare i fan della cantante il cui scopo è quello di creare un video promozionale per la canzone. Il contest durerà 6 settimane, le migliori 6 clip saranno scelte da genero.tv ed RCA mentre il vincitore verrà decretato dalla stessa cantante.

## Accoglienza
| Recensione      | Giudizio |
| --------------- | -------- |
| Metacritic      | 67/100   |
| AllMusic        |          |
| Rolling Stone   |          |
| The Guardian    |          |
| USA Today       |          |
| The Independent |          |

Lo scrittore del Chicago Tribune Greg Kot ha definito l'album deela Keys «L'album più consistente; [...] meno forzato o macchinoso rispetto ai precedenti lavori». Killian Fox di The Guardian l'ha definito «un disco soul moderno, sicuro e ben fatto» che è stato realizzato senza «fare nulla di rivoluzionario». Entertainment Weekly definisce Alicia Keys «una tipologia di artisti sempre più rari nelle scene del pop: un'artista classica» la cui voce sorprende, sebbene i testi risultino poco convincenti. USA Today ha descritto le sue canzoni come «costantemente forti e tematicamente coesive», e ha trovato l'album «più sfumato e intimo» rispetto al precedente lavoro della cantautrice.
The Independent ha trovato le canzoni monotone e affermando che deludono nel corso del loro ascolto. Rolling Stone ha ritenuto che la produzione «comprime la voce di Alicia Keys, facendola suonare molto meno simile a lei, soprattutto sulle ballate».

## Tracce

### Edizione standard
1. Element of Freedom (Intro) – 0:13
2. Love Is Blind – 3:50 (Alicia Keys, Jeff Bhasker)
3. Doesn't Mean Anything – 4:33 (Alicia Keys, Kerry Brothers Jr.)
4. Try Sleeping with a Broken Heart – 4:09 (Jeff Bhasker, Alicia Keys, Patrick "Plain Pat" Reynolds)
5. Wait Til You See My Smile – 4:00 (Alicia Keys, Jeff Bhasker, Kasseem Dean)
6. That's How Strong My Love Is – 4:05 (Alicia Keys)
7. Un-Thinkable (I'm Ready) – 4:09 (Alicia Keys, Aubrey Graham, Kerry Brothers Jr., Noah "40" Shebib)
8. Love Is My Disease – 4:02 (Alicia Keys, Kerry Brothers Jr., Toby Gad, Melini Smith)
9. Like the Sea – 4:13 (Alicia Keys, Jeff Bhasker)
10. Put It in a Love Song (feat. Beyoncé) – 3:16 (Alicia Keys, Kasseem Dean)
11. This Bed – 3:45 (Alicia Keys, Kerry Brothers Jr., Steve Mostyn)
12. Distance and Time – 4:27 (Alicia Keys, Kerry Brothers Jr., Steve Mostyn)
13. How It Feels to Fly – 4:43 (Alicia Keys, Kerry Brothers Jr.)
14. Empire State of Mind (Part II) Broken Down – 3:36 (Alicia Keys, Al Shuckburgh, Shawn Carter, Jane't "Jnay" Sewell-Ulepic, Angela Hunte, Bert Keyes, Sylvia Robinson)
15. Stolen Moments – 4:52 – Target/iTunes/Giappone bonus track
16. Heaven's Door – 3:18 – Giappone bonus track

### Bonus track edizione deluxe
1. Through It All – 4:28 (Alicia Keys, Kerry Brothers Jr.)
2. Heaven's Door – 4:44 (Alicia Keys, Linda Perry)

### DVD edizione deluxe
1. Doesn't Mean Anything (Intimate "Acoustic" Studio Performance) – 3:55
2. Empire State of Mind (Part II) Broken Down (Intimate "Acoustic" Studio Performance) – 1:59
3. Try Sleeping with a Broken Heart (Intimate "Acoustic" Studio Performance) – 3:39
4. No One (Intimate "Acoustic" Studio Performance) – 4:09
5. Doesn't Mean Anything (music video) – 5:13

### Empire Edition (bonus CD)
1. Lover Man – 3:17
2. We're Almost There – 3:37
3. No One (live) – 4:00
4. Like You'll Never See Me Again (live) – 4:52
5. If I Ain't Got You (live) – 4:44
6. Karma (live) – 3:14
7. Fallin' (live) – 3:33

## Cronologia dell'album e varie versioni
11 dicembre 2009
- Germania
  - Edizione standard
  - Edizione deluxe
- Australia
  - Edizione standard (download digitale)
  - Edizione deluxe (CD + DVD)
- Irlanda
  - Edizione standard
  - Edizione deluxe

14 dicembre 2009
- Europa
  - Edizione standard
  - Edizione deluxe

15 dicembre 2009
- Stati Uniti
  - Edizione standard
  - Edizione deluxe
  - Edizione empire
  - Disco in vinile 33 giri
- Canada
  - Edizione standard
  - Edizione deluxe
- Brasile
  - Edizione standard

16 dicembre 2009
- Giappone
  - Edizione standard
  - Edizione deluxe (1º gennaio 2010)

8 gennaio 2010
- Australia
  - Edizione standard
  - Edizione deluxe

## Successo commerciale
L'album ha debuttato sul mercato alla seconda posizione, muovendo 417 000 copie nella prima settimana dalla pubblicazione. è diventato il primo tra i cinque album della Keys a non raggiungere la vetta della classifica, ma ha ottenuto in un mese il disco di platino per vendite di oltre un milione di copie. Ha raggiunto la prima posizione della classifica R&B, mantenendola per diverse settimane, allineandosi al risultato ottenuto da tutti gli altri album della Keys.
In Gran Bretagna, l'album ha debuttato alla diciassettesima posizione, il più basso debutto in quel territorio per la Keys. Tuttavia, dopo cinque settimane, a seguito della pubblicazione della versione acustica di Empire State of Mind, le vendite dell'album sono aumentate fino a portarlo alla prima posizione della Official Albums Chart, mantenuta anche nella settimana seguente. Nelle dodici settimane successive, l'album è rimasto saldamente in top 10, diventando il maggior successo di sempre per la Keys in Gran Bretagna. Ha inoltre occupato la prima posizione della classifica R&B per tredici settimane consecutive (quindici in totale).

## Classifiche
| Classifica (2009)                     | Posizione massima |
| ------------------------------------- | ----------------- |
| Australia                             | 19                |
| Belgio (Fiandre)                      | 11                |
| Belgio (Vallonia)                     | 17                |
| Canada                                | 5                 |
| Repubblica Ceca                       | 39                |
| Paesi Bassi                           | 2                 |
| Francia                               | 13                |
| Germania                              | 10                |
| Irlanda                               | 9                 |
| Italia                                | 15                |
| Giappone                              | 9                 |
| Nuova Zelanda                         | 22                |
| Norvegia                              | 26                |
| Polonia                               | 12                |
| Portogallo                            | 19                |
| Spagna                                | 3                 |
| Svezia                                | 25                |
| Svizzera                              | 1                 |
| Regno Unito                           | 1                 |
| Regno Unito (R&B)                     | 1                 |
| Stati Uniti                           | 2                 |
| U.S. Billboard Top R&B/Hip-Hop Albums | 1                 |

### Classifiche di fine anno
| Classifica di fine anno (2010) | Posizione |
| ------------------------------ | --------- |
| Stati Uniti                    | 11        |